# All Hell
All Hell è il settimo album in studio della band indie rock gallese Los Campesinos!, uscito il 19 luglio 2024 tramite Heart Swells. È il loro primo album in sette anni, dopo Sick Scenes (2017), nonché il primo a non essere pubblicato dalla loro etichetta di lunga data Wichita. All Hell è promosso da quattro singoli, Feast of Tongues, A Psychic Wound, 0898 Heartache e Kms, un tour negli Stati Uniti nel giugno 2024 e un tour nel Regno Unito a settembre.

## Pubblicazione e promozione
In un'intervista con The Big Issue nel dicembre 2023, il membro della band Rob Taylor ha detto che i Los Campesinos! stavano lavorando al loro settimo album in studio. Allo spettacolo della band al Troxy nel febbraio 2024, il frontman Gareth David ha detto che l'album era completo e sarebbe uscito quell'estate. Hanno anche debuttato con la loro prima nuova canzone originale dal 2017, intitolata A Psychic Wound.
Il 15 maggio 2024 è stato annunciato il titolo, la copertina e l'elenco dei brani di All Hell ed è stato pubblicato il singolo principale Feast of Tongues. Due giorni dopo, A Psychic Wound è stato ufficialmente pubblicato come secondo singolo dell'album, insieme a un video musicale composto da filmati dello spettacolo Troxy e all'annuncio di un tour nel Regno Unito nel settembre 2024. Altri due singoli furono pubblicati prima dell'album: "0898 Heartache" e "Kms" rispettivamente a giugno e luglio.

## Tracce
1. The Coin-Op Guillotine – 4:19
2. Holy Smoke (2005) – 2:56
3. A Psychic Wound – 4:02
4. I. Spit; or, a Bite Mark in the Shape of the Sunflower State – 1:24
5. Long Throes – 4:19
6. Feast of Tongues – 5:02
7. The Order of the Seasons – 3:57
8. II. Music for Aerial Toll House – 0:52
9. To Hell in a Handjob – 4:11
10. Clown Blood/Orpheus’ Bobbing Head – 3:57
11. Kms – 2:35
12. III. Surfing a Contrail – 0:39
13. Moonstruck – 3:28
14. 0898 Heartache – 5:16
15. Adult Acne Stigmata – 2:54